# Atrichopogon abyssiniae
Atrichopogon abyssiniae är en tvåvingeart som beskrevs av Jean-Jacques Kieffer 1918. Atrichopogon abyssiniae ingår i släktet Atrichopogon och familjen svidknott.
Artens utbredningsområde är Etiopien. Inga underarter finns listade i Catalogue of Life.